# Clubiona mayumiae
Clubiona mayumiae este o specie de păianjeni din genul Clubiona, familia Clubionidae, descrisă de Ono, 1993. Conform Catalogue of Life specia Clubiona mayumiae nu are subspecii cunoscute.